# Hyacinth House
«Hyacinth House» es una canción del rock psicodélico del grupo estadounidense The Doors, que grabaron para su último álbum con el líder Jim Morrison, L.A. Woman de 1971. El tecladista del grupo Ray Manzarek compuso la música, que hace referencia a la Polonesa de Frédéric Chopin en La bemol mayor, Op. 53 durante el solo de órgano. Morrison escribió la letra y juntaron las dos partes escritas.

## Composición
La canción musicalmente fue escrita por el tecladista, Ray Manzarek, y fue escrita primero, basándose en algunas partes en la Polonesa de Frédéric Chopin en La bemol mayor, Op. 53, esto se puede presenciar más en el solo de órgano que interpreta Manzarek, que le da un toque psicodélico a la canción en un álbum que es principalmente de blues rock

### Letras
Más tarde, Jim Morrison, cantante de la banda, escribiría más tarde las letras de la canción, acerca de como se sentía infeliz e inseguro de como nunca tuvo a alguien que lo dejará ser lo que era, mientras que el nombre viene de Jacinto, de la mitología griega

## Grabación
La canción, después de ser escrita por completo fue grabada como un demo en la casa de playa del guitarrista Robby Krieger, durante las sesiones de su anterior álbum, Morrison Hotel.